# John Bohn Ebsen
John Bohn Ebsen Kronborg (* 15. November 1988) ist ein ehemaliger dänischer Radrennfahrer.

## Sportliche Laufbahn
John Bohn Ebsen gewann 2012 als Fahrer des CCN Cycling Teams eine Etappe der Tour de Singkarak und belegte in der Gesamtwertung am Ende den sechsten Platz. Außerdem gewann er 2012 die Bergwertung der Tour of Thailand. 2013 wechselte er zum Synergy Baku Cycling Project. Im selben Jahr war er bei einer Etappe der Tour of East Java erfolgreich, wo er auch den fünften Rang in der Gesamtwertung belegte. Außerdem wurde er Gesamtzweiter bei der Banyuwangi Tour de Ijen hinter dem Sieger Mirsamad Pourseyedi. 2017 gewann er die Bergwertung Tour de Langkawi. Ende des Jahres erklärte er seinen Rücktritt vom Radsport, um dann anschließend für eine Saison zurückzukehren.

## Erfolge
2012
- eine Etappe Tour de Singkarak
- Bergwertung Tour of Thailand

2013
- eine Etappe Tour of East Java

2017
- Bergwertung Tour de Langkawi

## Teams
- 2010 Crédito Agrícola
- 2011 Holstebro CC
- 2012 CCN Cycling Team
- 2013 Synergy Baku Cycling Project
- 2014 CCN Cycling Team
- 2015 Androni Giocattoli-Sidermec
- 2016 Singha Infinite Cycling Team
- 2017 Infinite AIS Cycling Team
- 2018 Forca Amskins Racing